# Albatross Island (Südgeorgien)
Albatross Island ist eine Insel in der Bay of Isles an der Nordküste Südgeorgiens. Sie liegt 3 km südöstlich des Kap Buller.
Der US-amerikanische Ornithologe Robert Cushman Murphy kartierte sie bei seiner Reise mit der Brigg Daisy (1912–1913) und benannte die Insel nach den Albatrossen, die er hier beobachtete.

## Flora und Fauna
Die Insel ist klein und felsig, mit Küstengrasvegetation (Tussock), die sich für die Nistplätze von Seevögeln eignet. Die Vogelpopulation auf Südgeorgien umfasst 31 Vogelarten, darunter 25 Seevögel und drei endemische Unterarten. Auf der Insel brüten verschiedene Arten von Albatrossen, darunter Wander-, Schwarzbrauen- und Graukopfalbatrosse. Studien aus den Jahren 2014–15 zeigten jedoch, dass die Albatrosspopulationen in den vorherigen zehn Jahren um 18 % zurückgegangen sind, was international als besorgniserregend gilt. Eine der Ursachen für den Rückgang wird der illegalen Fischerei außerhalb der ausgewiesenen Fanggebiete zugeschrieben.

## Naturschutz
Die Insel wurde von der Regierung von Südgeorgien als speziell geschütztes Gebiet ausgewiesen und ist seit 2004 für Besucher geschlossen, um den empfindlichen Lebensraum vor Beeinträchtigung durch Betreten zu schützen. Es wurden Ausrottungsprogramme durchgeführt, um Ratten zu beseitigen und so das Brüten von Seevögeln zu ermöglichen. Im Rahmen des Übereinkommens zum Schutz von Albatrossen und Sturmvögeln wurden drei Albatrosarten als „Prioritäre Populationen“ für Aktionspläne zur Reduzierung des Beifangs in der Fischerei und zum Schutz ihres Lebensraums eingestuft. Die Insel ist unbewohnt, mit Ausnahme gelegentlicher Forschungsbesuche durch die South Georgia Heritage Trust und Wissenschaftler zur Überwachung der Seevögel. Der British Antarctic Survey und die Regierung von Südgeorgien finanzieren und setzen Maßnahmen wie Vogelschutzvorrichtungen, Protokolle zur Leinenausbringung und Fischereimanagement um.